# Kościół św. Maurycego w Ołomuńcu

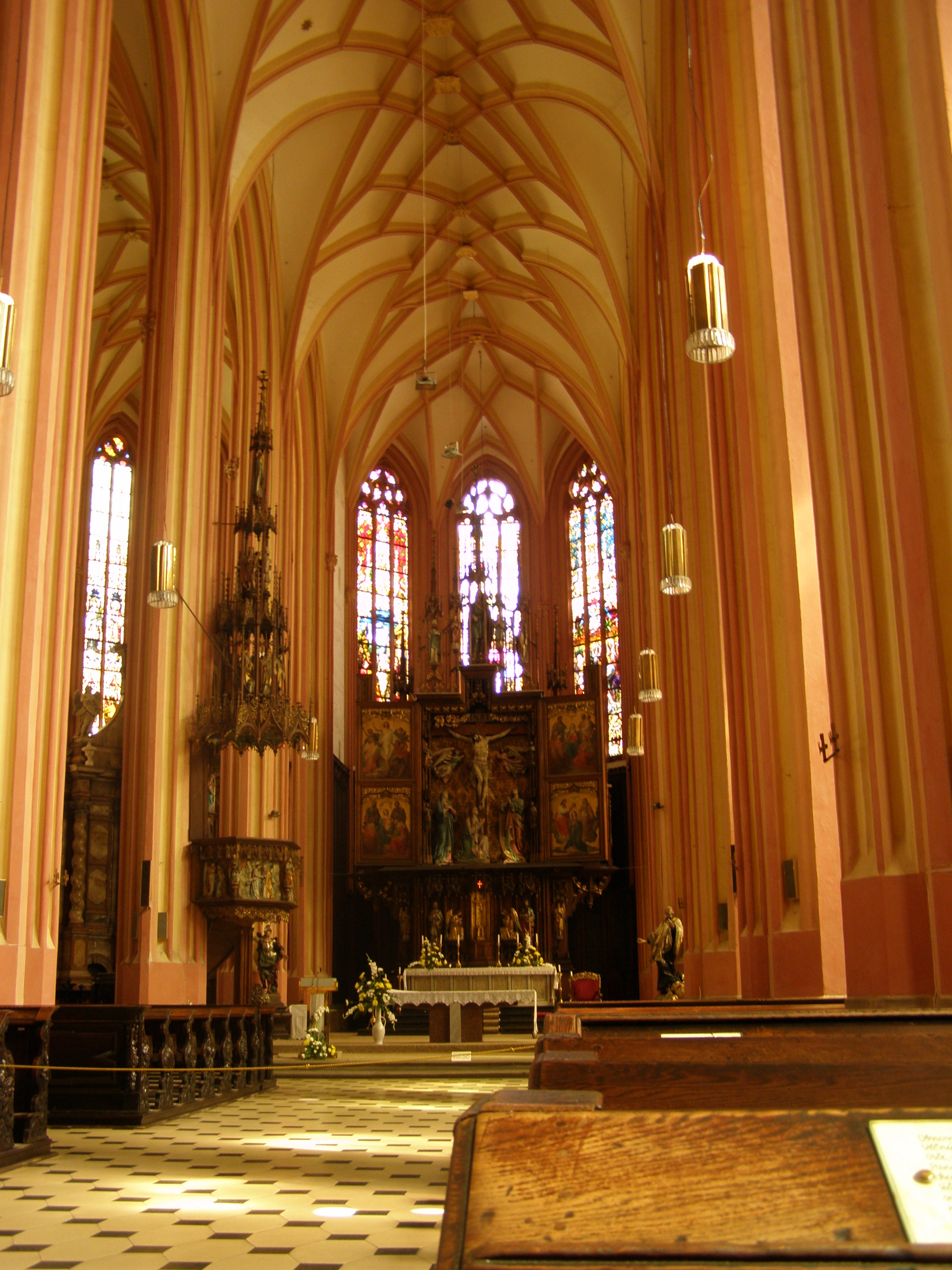
Wnętrze

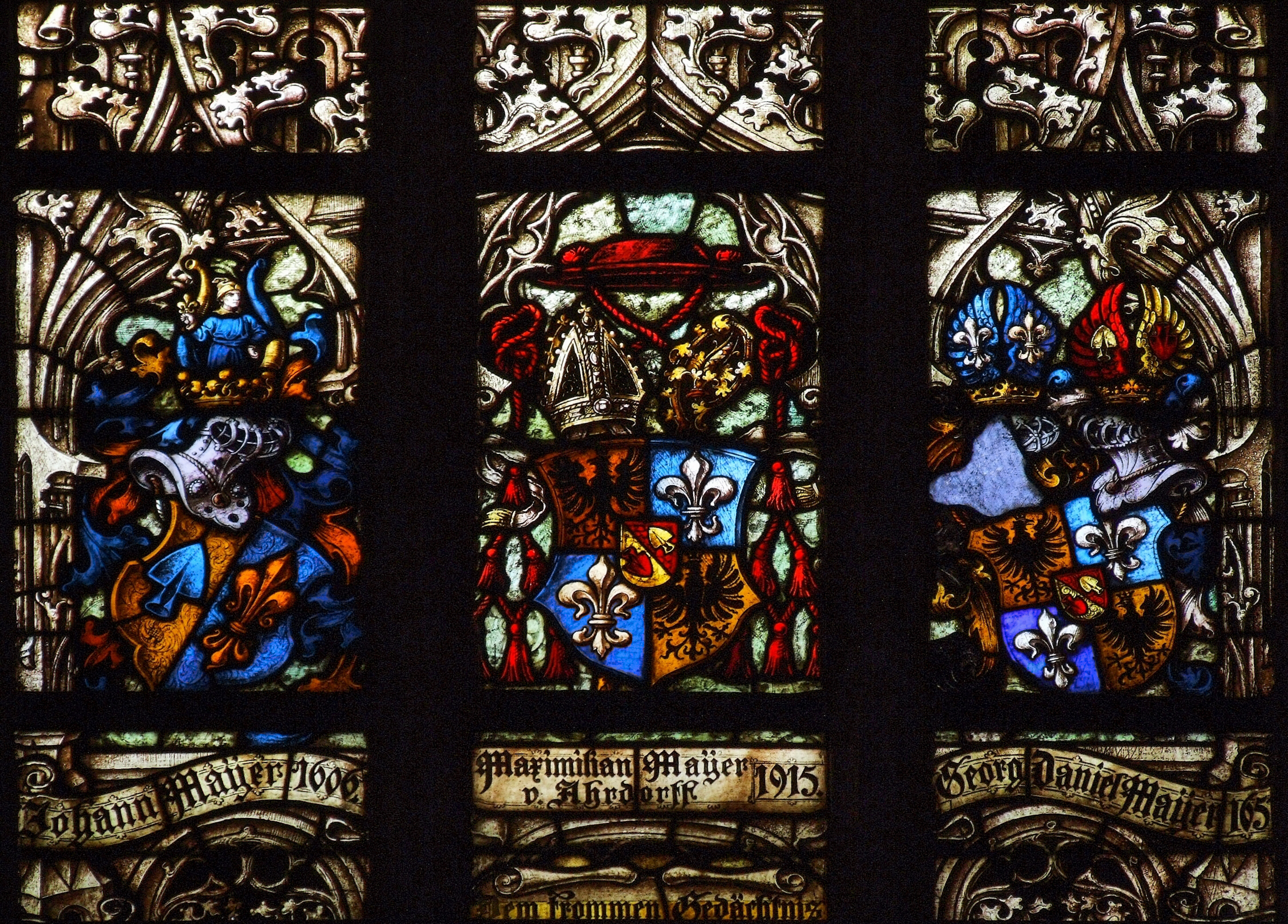
Fragment witraża w kościele, przedstawiający herby patronów i fundatorów

Kościół św. Maurycego w Ołomuńcu – późnogotycki, trzynawowy obiekt sakralny znajdujący się w Ołomuńcu, na Morawach w Czechach. Charakterystycznym elementem kościoła są dwie asymetryczne wieże.
Badania archeologiczne, prowadzone w 1973 r. na placu przed kościołem, wykazały w tym miejscu ślady człowieka już z okresu neolitu. Później, co najmniej od X w., istniała tu osada słowiańska, w której centrum znaleziono ślady romańskiej budowli – być może sakralnej, być może mieszkalnej (palatium ówczesnego pana feudalnego?). W XI w. w tym miejscu stanął już na pewno kościół w formie romańskiej rotundy. Pierwsza wzmianka o kościele św. Maurycego pochodzi z 1257 r. Fundatorem tamtej świątyni, zbudowanej jeszcze również w stylu romańskim, był biskup Ołomuńca, Bruno z Schauenburka.
Liczne pożary nawiedzające kościół wymusiły konieczność budowy nowej świątyni, co wykonano w latach 1412–1540. Powstała trzynawowa konstrukcja halowa długości 42 m, szerokości 25 m i wysokości 22 m, opięta od zewnątrz systemem przypór. Każda nawa liczy sześć przęseł i jest zakończona apsydą. Pierwsze trzy przęsła mają sklepienia krzyżowe, trzy następne – późnogotyckie sklepienia sieciowe. Odmienny kształt i wysokość wież kościoła wynika z faktu, że południowa, prostokątna wieża jest najprawdopodobniej pozostałością starej świątyni. Natomiast druga, niższa wieża została wzniesiona wraz z obecnym kościołem, a w jej formie widać już pierwsze zwiastuny architektury Odrodzenia. Renesans przyniósł również dobudowaną w 1574 r. do północnej nawy kościoła kaplicę V. Edelmanna. W XVII wieku, po ustaniu zarazy, w nastawie ołtarzowej złożono relikwie patronki miasta św. Pauliny.
Pożar miasta w 1709 r. spowodował m.in. dobudowanie w 1723 r. do kościoła barokowej kruchty i wymusił wymianę wyposażenia kościoła (stąd wnętrze w stylu barokowym). W XVIII w. dobudowano również barokową kaplicę loretańską z grobowcem rodziny Petrášów (w XIX w. doszło do jej neogotyckiej przebudowy). W latach 1740–1745 kościół wzbogacił się też o sławne dziś organy autorstwa wrocławskiego mistrza, Michaela Englera. Prospekt organowy został ozdobiony przez rzeźbiarza, Filipa Sattlera oraz Johanna Georga Huckha. Organy posiadały 59 rejestrów, 3 klawiatury i 2311 piszczałek. Po rozbudowie, dokonanej w latach 60. XX w. organy te mają 135 rejestrów, 5 manuałów oraz 10400 piszczałek. Należą do największych w Europie i są uznawane za jedne z lepiej brzmiących, co sprawia, że używane są często do nagrań muzyki organowej.
Kościół jest w stanie pomieścić około 4000 osób.
Południowa, starsza wieża jest udostępniona dla turystów. Rozciąga się z niej panorama całego Ołomuńca. Interesujące są równolegle do siebie biegnące dwa ciągi schodów. Na tej wieży znajdują się również dzwony kościelne.